# Free Jazz: A Collective Improvisation
Free Jazz: A Collective Improvisation by the Ornette Coleman Double Quartet – czwarty album Ornette’a Colemana wydany przez Atlantic

## Charakterystyka albumu
Korzystając ze względnie jeszcze świeżej techniki stereo, w dwóch kanałach nagrane zostały dwa kwartety. Podział na kanały pozwolił porównać zwłaszcza style gry obu perkusistów. Równocześnie nieco inny styl gry Hubbarda, LaFaro i Dolphy'ego, którzy byli bardziej nastawienie do kierowania się akordami, dodało albumowi specyficznych kontrastów, ekscytacji i dynamiki.
Podczas sesji nagraniowej, która odbyła się 21 grudnia 1960 r., nagrano dwa utwory. Pierwszy – „First Take” – został wydany na albumie Twins z 1971 r. Drugi – „Free Jazz” – trwający 37 min i 3 s, na płycie analogowej został podzielony na dwie części. 
Na liście najlepszych płyt jazzowych Piero Scaruffiego, autora A History of Jazz Music, album ten zajął 1. miejsce wśród albumów z 1960 roku. Wśród najlepszych albumów dekady lat 60. – 11. miejsce (na 69 pozycji). Na liście albumów jazzowych wszech czasów uplasował się na 24. pozycji.

## Muzycy

### Lewy kanał
- Ornette Coleman – saksofon altowy
- Don Cherry – trąbka kieszonkowa
- Scott LaFaro – kontrabas
- Billy Higgins – perkusja

### Prawy kanał
- Eric Dolphy – klarnet basowy
- Freddie Hubbard – trąbka
- Charlie Haden – kontrabas
- Ed Blackwell – perkusja

## Utwory

### Strona 1
1. Free Jazz Part One

### Strona 2
1. Free Jazz Part Two

## Opis płyty
- Producent – Nesuhi Ertegün
- Inżynier – Tom Dowd
- Studio – A & R Studios, Nowy Jork, Nowy Jork.
- Nagranie – środa 21 grudnia 1960, 8:00 wieczorem–12:30 w nocy;
- Firma nagraniowa – Atlantic Records
- Numer katalogowy – 1364
- Data wydania – wrzesień 1961
- Czas trwania – 37 min. 03 sek.
- Projekt okładki – Loring Eutemey
- Tekst na okładce – Martin Williams
- Malarstwo – Jackson Pollock